# Tunel U Myslivny
Tunel U Myslivny je železniční tunel na katastrálním území Kryštofovo Údolí na úseku železniční regionální trati Liberec – Česká Lípa mezi zastávkami Kryštofovo Údolí a Novina v km 131,698–131,739.

## Historie
V roce 1900 byla dokončena část trasy z Mimoně do Liberce, na ní bylo postaveno mezi Křižany a Libercem pět tunelů: Ještědský, U Myslivny, Kryštofský, Karlovský I a Karlovský II. Úsek trati stavěla firma Redlichové a Berger.
Byl dán do provozu 16. září 1900.

## Popis
Jednokolejný tunel byl postaven pro železniční trať Liberec – Česká Lípa mezi zastávkami Kryštofovo Údolí a Novina pod výběžkem svahu kopce (722 m n. m.) v Ještědském hřbetu.
Tunel leží v nadmořské výšce 475 m a měří 40,55 m mezi Novinským viaduktem a Malým viaduktem s deseti oblouky 17 m vysokými a 127 m dlouhým.